# یله فانندرت
یله فانندرت (انگلیسی: Jelle Vanendert؛ زادهٔ ۱۹ فوریهٔ ۱۹۸۵) دوچرخه‌سوار اهل بلژیک است.
از باشگاه‌هایی که در آن بازی کرده‌است می‌توان به تیم لوتو–سودال، اسپورت فلاندر-بالوزه، و تیم دوچرخه‌سواری اف‌دی‌جی اشاره کرد.